# Rhamnidium shaferi
Rhamnidium ellipticum là một loài thực vật có hoa trong họ Táo. Loài này được Nathaniel Lord Britton và Percy Wilson miêu tả khoa học đầu tiên năm 1915 theo mẫu Shafer 8192.

## Phân bố
Loài này được tìm thấy tại Cuba. Môi trường sống là từ trại La Gloria, phía nam Sierra Moa, tỉnh Oriente.

## Mô tả
Cây gỗ nhẵn nhụi, cao tới 3 m; lá thuôn dài-hình xoan đến hình xoan, đôi khi hình trứng-hình xoan, 5-6,5 × 3-3,8 cm, thuôn tròn và có khía răng cưa tại đỉnh, hình tim tại đáy, dạng da, nguyên, mặt trên bóng láng và có gân mắt lưới không khác biệt, mặt dưới nhạt, gân giữa và các gân con chính nổi rõ; cuống lá dài 9-15 mm, có rãnh hẹp; cuống cụm hoa dài 7-10 mm, ít hoa; cuống hoa dài 3 mm; các nụ hình trứng.